# Estación de Pedro Martínez
Pedro Martínez es una estación de ferrocarril situada en el municipio español de Pedro Martínez, en la provincia de Granada. Las instalaciones se encuentran sin servicio de viajeros desde 1999, aunque pueden ser utilizadas como apartadero para efectuar cruces entre trenes de viajeros y de mercancías.

## Situación ferroviaria
La estación se encuentra en el punto kilométrico 114,813 de la línea férrea de ancho ibérico Linares Baeza-Almería, entre las estaciones de Alamedilla-Guadahortuna y de Moreda. El tramo es de vía única y sin electrificar.

## Historia
La estación fue inaugurada el 18 de abril de 1897 con la apertura del tramo Alamedilla-Moreda de la línea de férrea que pretendía unir Linares con el puerto de Almería, hecho que no se alcanzó hasta 1904 dadas las dificultades encontradas en algunos tramos. La estación debe su nombre al municipio de Pedro Martínez, aunque se encontraba muy alejado de este.
Su construcción corrió a cargo de la Compañía de los Caminos de Hierro del Sur de España, que mantuvo su titularidad hasta 1929, cuando pasó a ser controlada por la Compañía de los Ferrocarriles Andaluces. La compañía de «Andaluces», como así se le conocía popularmente, ya llevaba años explotando la línea tras serle arrendada la misma en 1916. Un alquiler no demasiado ventajoso y que se acabó cerrando con la anexión de la compañía original. En 1936, durante la Segunda República, «Andaluces» fue incautada por el Estado debido a sus problemas económicos, y asignada la gestión de sus infraestructuras a la Compañía Nacional de los Ferrocarriles del Oeste.
En 1941, tras la nacionalización de los ferrocarriles de ancho ibérico, las instalaciones pasaron a formar parte de la recién creada RENFE. Con el paso de los años en torno a la estación se fue formando un núcleo poblacional, dependiente del municipio de Pedro Martínez, que para 1950 tenía un censo de 159 habitantes.
Desde enero de 2005 Renfe Operadora explota la línea mientras que Adif es la titular de las instalaciones ferroviarias.

## La estación
Las instalaciones disponen de un edificio de viajeros. Consta de 3 vías y 2 andenes —uno central y el otro lateral—. 